# داود عبد الكريم
داوود عبد الكريم (مواليد 19 سبتمبر 1989) هو لاعب كرة قدم قطري يجيد اللعب كلاعب وسط.
لعب سابقاً لأندية السيلية والمرخية والشحانية ومعيذر والبدع .